# Jessica Blandy
Pour les articles homonymes, voir Blandy.

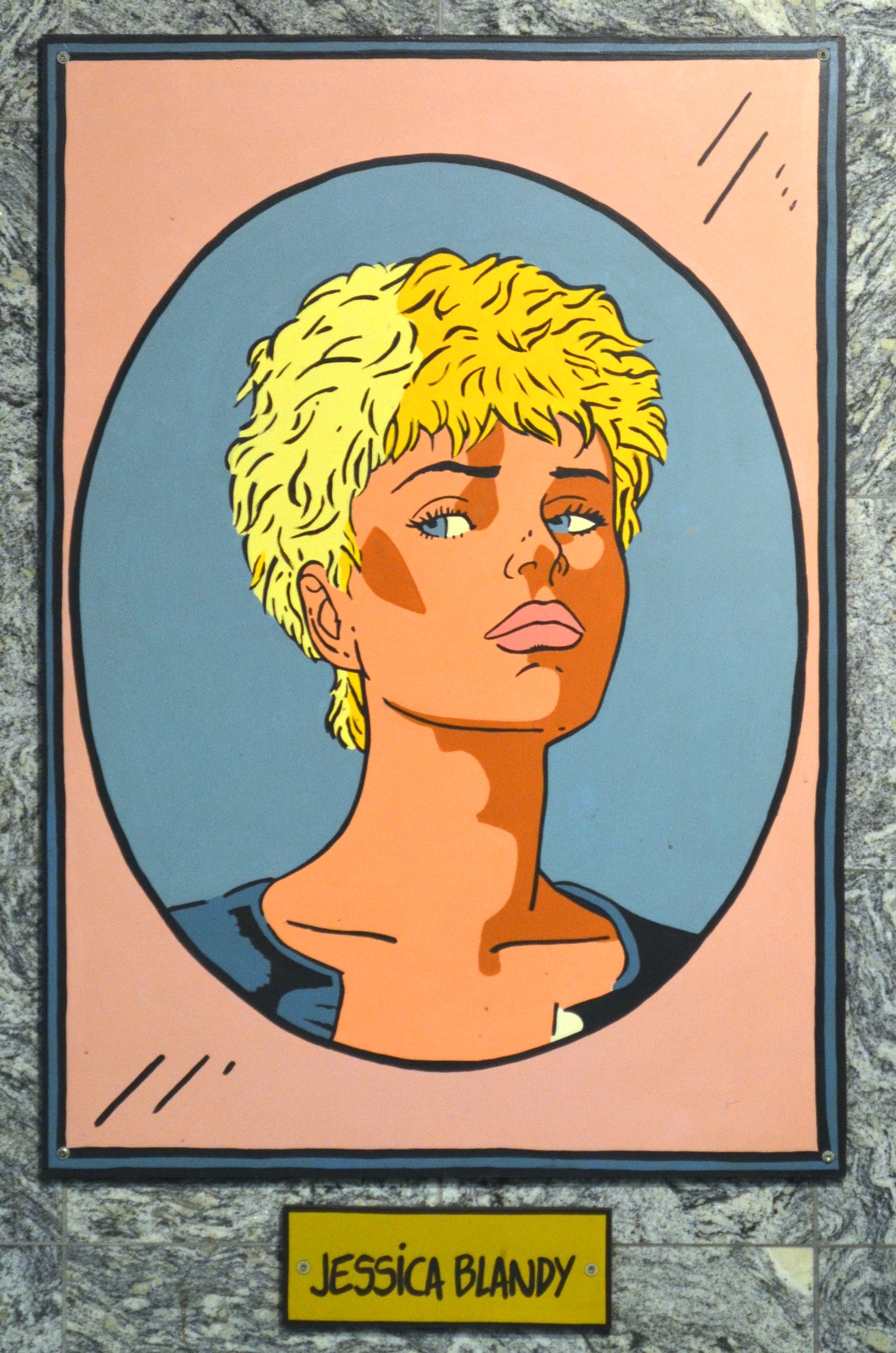

Jessica Blandy est l’héroïne éponyme d’une série de bande dessinée publiée dans la collection « Repérages » des éditions Dupuis.
- Scénario : Jean Dufaux
- Dessin : Renaud
- Couleurs : Béatrice Monnoyer (T1 à 16), Renaud (T17 à 24)

## Synopsis
Jessica Blandy, écrivain, blonde sulfureuse et libérée, nous entraîne à sa suite dans des aventures rocambolesques et parsemées de cadavres dans les États-Unis des années 1980. Les histoires rendent palpables les atmosphères des lieux de l'action (la côte californienne, le désert du Nouveau-Mexique, les clubs de jazz de La Nouvelle-Orléans) ; commencée dans la veine du roman policier, la trame se mâtine par la suite d'éléments fantastiques.

## Thèmes
Ses pérégrinations nous plongent dans un cocktail de violence, homicides, sexualité, prostitution, alcool, drogue… en nous dévoilant l'envers du décor aux États-Unis.
Certains thèmes plus politiques sont abordées :
- le traumatisme de la guerre du Viêt Nam (T1 et T2)
- la transmission de pouvoir au sein de la mafia (T8)
- le rôle des Américains à Cuba (T14)

On notera la bisexualité du personnage principal.

## Albums
1. Souviens-toi d’Enola Gay… (1987)
2. La Maison du Dr Zack (1987)
3. Le Diable à l’aube (1988)
4. Nuits couleur blues (1988)
5. Peau d’Enfer (1989)
6. Au loin, la fille d’Ipanema… (1990)
7. Répondez, mourant… (1992)
8. Sans regrets, sans remords… (1992)
9. Satan, mon frère (1993)
10. Satan, ma déchirure (1994)
11. Troubles au paradis (1995)
12. Comme un trou dans la tête (1996)
13. Lettre à Jessica (1997)
14. Cuba ! (1998)[1]
15. Ginny d’avant (1998)[2]
16. Buzzard Blues (1999)
17. Je suis un tueur (2000)
18. Le Contrat Jessica (2000)
19. Erotic attitude (2001)
20. Mr Robinson (2002)[3]
21. La Frontière (2002)
22. Blue Harmonica (2003)
23. La Chambre 27 (2004)
24. Les Gardiens (2006)

## Série dérivée
Après l’arrêt de la série principale, Dufaux et Renaud approfondissent certains personnages secondaires dans La Route Jessica, prévue en trois albums. Deux tueurs lancés sur les traces de Jessica Blandy reconstituent ses faits et gestes passés.
1. Daddy ! (2009)
2. Piment rouge (2009)
3. Le Désir et la Violence (2011)

## Publication

### Éditeurs
- Novedi : tomes 1 à 6 (première édition des tomes 1 à 6)
- Dupuis : tome 7 (première édition du tome 7)
- Dupuis (collection « Repérages ») : tomes 1 à 24 (première édition des tomes 8 à 24)
- Dupuis : La Route Jessica tomes 1 à 3 (première édition des tomes 1 à 3)

### Documentation
- Jean Dufaux (entretien avec Stephan Caluwaerts, André Taymans et Philippe Wurm), Jean Dufaux à propos de Jessica Blandy, Nautilus, coll. « À propos » no 9, 2002.
- Patrick Gaumer, « Jessica Blandy », dans Dictionnaire mondial de la BD, Paris, Larousse, 2010 (ISBN 9782035843319), p. 451.